# Clipper-Confidence-Serie
Der Mehrzweckschiffstyp der Clipper-Confidence-Serie, auch Clipper C-Klasse beziehungsweise Tra-Typ, wurde in einer Serie von über 20 Einheiten gebaut.

## Geschichte
Der Entwurf des Schiffstyps entstand beim dänischen Schiffsingenieurbüro Carl Bro/Dwinger Marineconsult. Die Baureihe wurde in den Jahren 1996 bis 2002 in drei Baulosen von der chinesischen Werft Zhonghua Shipyard aus Shanghai gebaut. Die beiden großen Baulose entstanden für ein Gemeinschaftsunternehmen der dänischen Reederei Clipper in Kopenhagen mit Graig Ship Management aus Cardiff, daneben entstanden vier abgewandelte als Tra-Typ bezeichnete Einheiten mit Schwergutgeschirr für die niederländische Reederei BigLift. Die Schiffe des ersten Bauloses erhielten Namen mit vorangestelltem "Clipper" und einem darauf folgendem Namen von mit dem Buchstaben "C" beginnendem walisischen Schlössern. Danach folgten vier BigLift-Schwergutschiffe deren Namen mit "Tra" begannen. Das letzte Baulos erhielt mit dem Kürzel "CEC" beginnende Namen nachdem Clipper Mitte 1999 mit der in finanzielle Schieflage geratenen Reederei Elite Shipping aus Kopenhagen ein Clipper Elite Carriers (CEC) benanntes Joint Venture eingegangen war.
Der überwiegende Teil der Schiffe wird heute von anderen Reedereien betrieben; nur einige Schiffe des Tra-Typs fahren auch 2025 noch für BigLift. Rund die Hälfte der Einheiten wurde bis 2025 wieder abgebrochen.

## Technik
Die Schiffe sind als Mehrzweck-Trockenfrachtschiffe ausgelegt. Sie haben weit achtern angeordnete Aufbauten, einen einzelnen boxförmigen Laderaum und zwei hydraulische Schiffskräne. Der Schiffstyp kann im Containertransport, für Stückgut, Massengut oder kleinere Projektladungen eingesetzt werden. Der 64,40 Meter lange, 15,30 Meter breite und 11,75 Meter tiefe Laderaum hat einen Getreiderauminhalt von 10.530 m³. Durch versetzbare Schotten kann der Laderaum in kleinere Abteilungen unterteilt oder mit einem Zwischendeck ausgerüstet werden. Die Containerkapazität beträgt 650 TEU beziehungsweise 610 TEU bei den Schwerguteinheiten. Bei einer homogenen Beladung mit 14 Tonnen schweren 20-Fuß-Containern ist der Transport von bis zu 409 TEU möglich. 
Die Schiffe der Clipper-Serie verfügen über zwei Hydralift-Kräne mit 150 Tonnen Tragkraft, die im gekoppelten Betrieb bis zu 300 Tonnen schwere Kolli übernehmen können. Die vier Schwerguteinheiten besaßen zwei Huismann-Schwergutkräne mit jeweils 275 Tonnen Hubfähigkeit – einen achtern an Backbord und einen weiteren weiter vorne an Steuerbord angeordnet, die im gekoppelten Betrieb bis zu 500 Tonnen heben können.
Der Antrieb der Schiffe besteht aus einem Wärtsilä-Viertakt-Dieselmotor des Typs 8R46B (spätere Einheiten Typ 8L46B) mit einer Leistung von 7800 kW. Der Motor ermöglicht eine Geschwindigkeit von 16 Knoten. Weiterhin stehen drei Hilfsdiesel des Typs Cummins VTA 28 G2M und ein Notdiesel-Generator zur Verfügung.

## Bauliste (Auswahl)
| Clipper-Confidence-Serie | Clipper-Confidence-Serie | Clipper-Confidence-Serie | Clipper-Confidence-Serie | Clipper-Confidence-Serie | Clipper-Confidence-Serie |
| Bauname                  | Bau- serie               | Bau- nummer              | IMO- Nummer              | Ablieferung              | Umbenennungen und Verbleib |
| ------------------------ | ------------------------ | ------------------------ | ------------------------ | ------------------------ | --- |
| Clipper Confidence       | 1.                       | 391                      | 9169809                  | 1997                     | 2000 Bangkok Star 1, 2001 CEC Confidence, 2004 Sea Confidence, 2004 CEC Confidence, 2007 YL Confidence, 2009 Ardent, ab 27. April 2016 verschrottet.                                     |
| Clipper Cardigan         | 1.                       | 392                      | 9169811                  | 1997                     | 2008 Zia Belle, 2012 Ying Rich, 2019 Dong Hai, 2024 HMO Leader, so in Fahrt. |
| Clipper Conway           | 1.                       | 393                      | 9169823                  | 1997                     | 2002 CEC Conway, 2007 UAL Nigeria, 2007 OXL Nomad, 2010 Jan, 2012 Everton, Totalverlust am 26. September 2012.                                                                           |
| Clipper Cowbridge        | 1.                       | 394                      | 9169835                  | 1998                     | 2001 Seaboard Patriot, 2002 CEC Cowbridge, 2005 CEC Challenge, 2007 Challenge, 2008 OXL Sultan, 2009 OXL Samurai, 2011 Bernd, 2013 Adobia, so in Fahrt.                                  |
| Clipper Cardiff          | 1.                       | 396                      | 9169847                  | 1998                     | 2001 Seaboard Explorer, 2002 CEC Cardiff, 2007 UAL Houston, 2009 MPP Shield, 2012 Shield, ab 2. Dezember 2014 verschrottet.                                                              |
| Clipper Carmarthen       | 1.                       | 397                      | 9169859                  | 1998                     | 2004 CEC Commander, 2012 Clipper Commander, 2014 Grace Pioneer, so in Fahrt. |
| Clipper Westoe           | 1.                       | 398                      | 9169861                  | 1998                     | 2000 CEC Westoe, 2003 CEC Champion, 2004 Nirint Champion, 2007 CEC Champion, 2007 UAL Congo, 2012 Clipper Champion, 2015 Grace Merchant, so in Fahrt.                                    |
| Clipper Chepstow         | 1.                       | 399                      | 9169873                  | 1999                     | 2002 CEC Chepstow, 2003 CEC Cristobal, 2004 Sea Cristobal, 2004 CEC Cristobal, 2011 Clipper Cristobal, 2015 PL Azizan, 2017 Tun Azizan, wird 2025 von der Malaysischen Marine betrieben. |
| Tramper                  | Tra-Typ                  | 405                      | 9204697                  | 1999                     | aufgelegt in Livorno. |
| Tracer                   | Tra-Typ                  | 406                      | 9204702                  | 1999                     | so in Fahrt. |
| Transporter              | Tra-Typ                  | 407                      | 9204714                  | 1999                     | so in Fahrt. |
| Traveller                | Tra-Typ                  | 408                      | 9204726                  | 2000                     | so in Fahrt. |
| CEC Culemborg            | 2.                       | 417                      | 9225146                  | 2000                     | 2001 Seaboard Eagle, 2003 CEC Culembourg, 2007 UAL Nigeria, 2009 MPP Arrow, 2014 Arrow, ab 8. September 2014 verschrottet.                                                               |
| CEC Crusader             | 2.                       | 418                      | 9232319                  | 2000                     | 2004 CEC Concord, 2010 Clipper Concord, ab 4. Januar 2015 verschrottet. |
| CEC Courage              | 2.                       | 423                      | 9235115                  | 2000                     | 2000 Shanghai Star, 2001 CEC Courage, 2008 Fanja, 2017 Fan, ab 26. Mai 2017 verschrottet.                                                                                                |
| CEC Copenhagen           | 2.                       | 425                      | 9235127                  | 2001                     | 2013 Clipper Copenhagen, 2014 Sevastopol, 2020 Topol, ab 22. September 2020 verschrottet.                                                                                                |
| CEC Castle               | 2.                       | 427                      | 9235139                  | 2001                     | 2008 OXL Triumph, 2010 Mpp Triumph, 2014 Triumph, ab 29. Oktober 2014 verschrottet. |
| CEC Caledonia            | 2.                       | 428                      | 9252034                  | 2001                     | 2008 Hamra, 2017 Hamraz, ab 28. Februar 2017 verschrottet. |
| CEC Century              | 2.                       | 433                      | 9252826                  | 2002                     | 2003 Sea Century, 2003 CEC Century, 2012 Clipper Century, 2015 Grace Sunrise, 2019 HL Osaka, 2021 HL Hanna, so in Fahrt.                                                                 |
| Daten: Equasis           |                          |                          |                          |                          | |

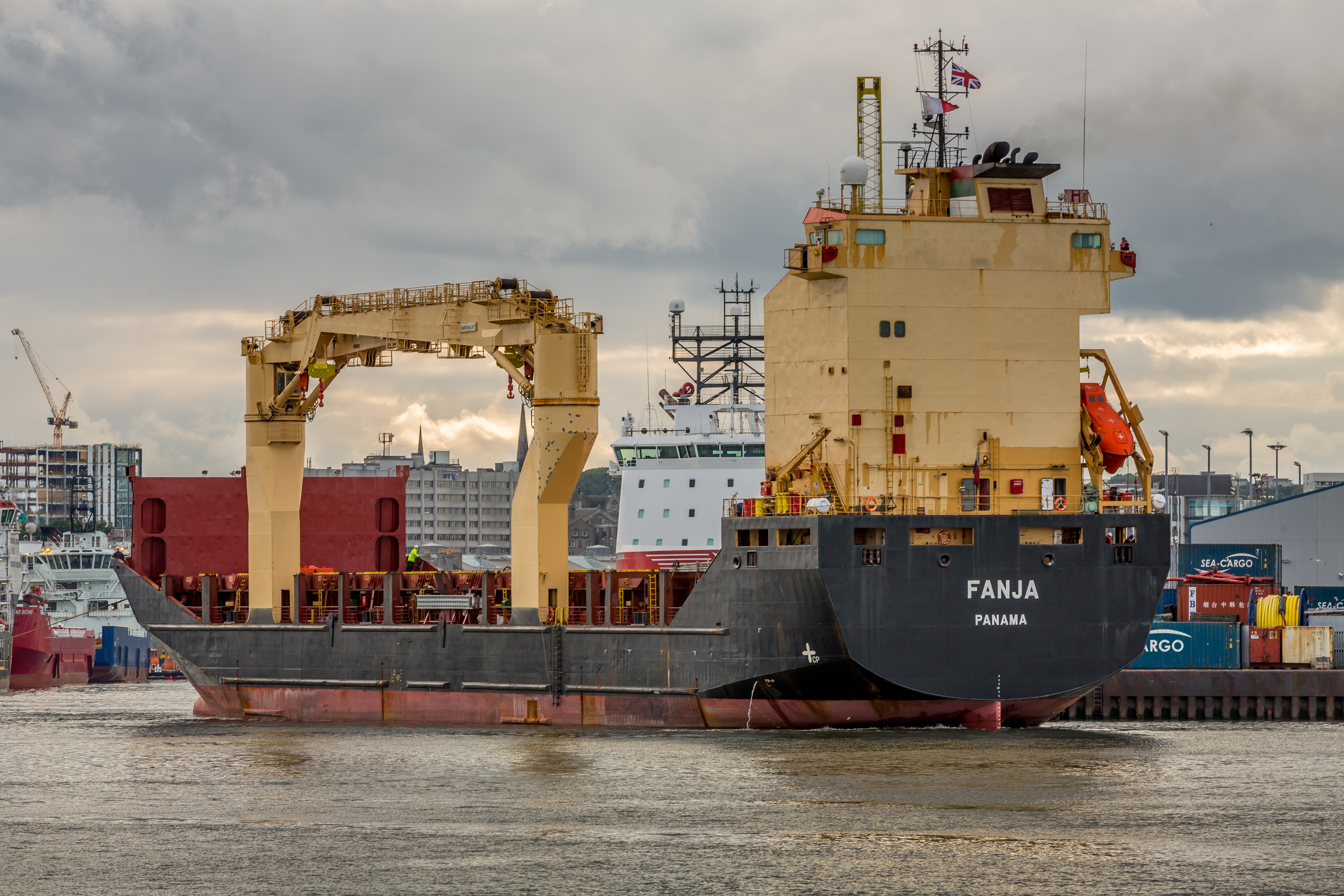
Heckansicht der Fanja
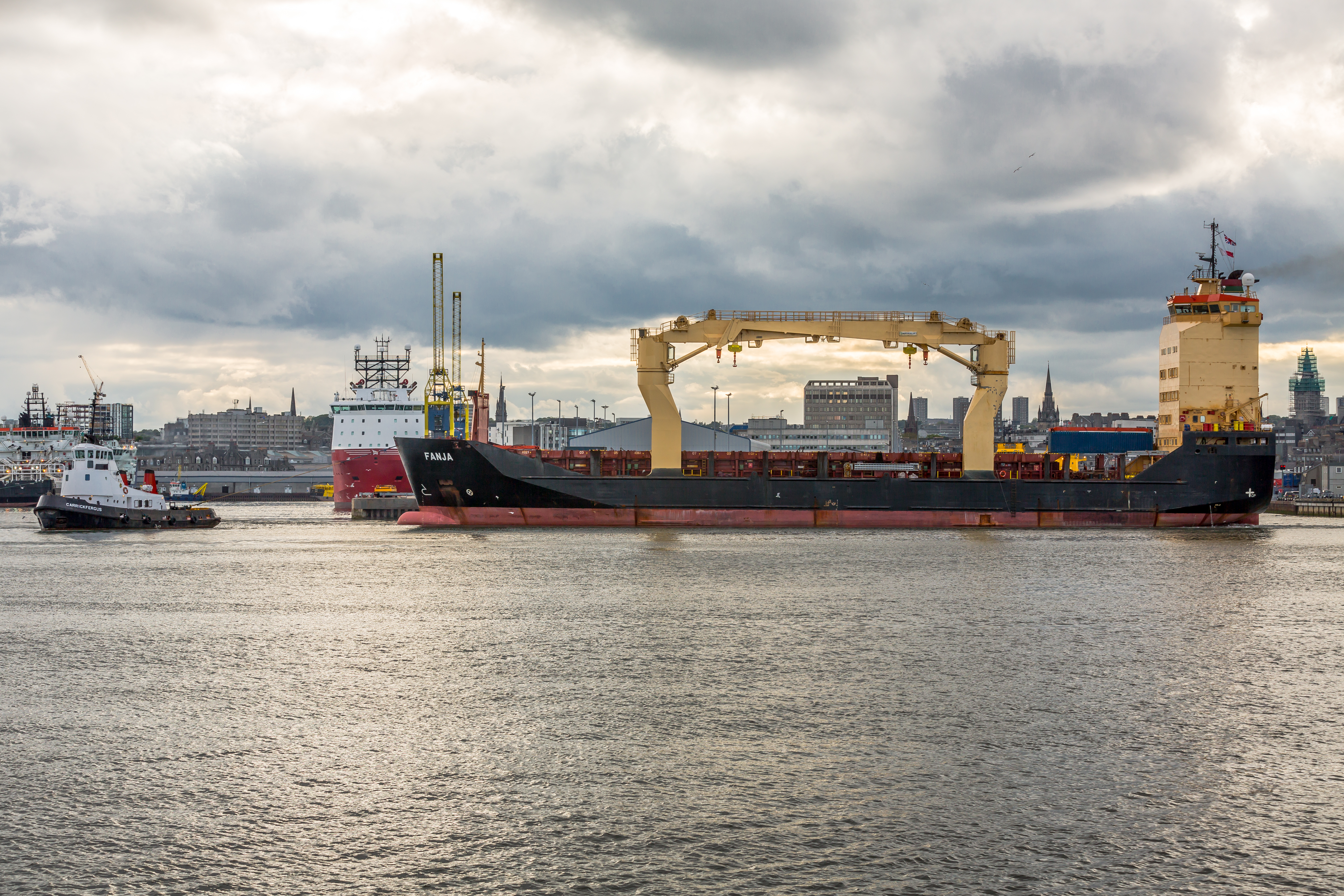
Seitenansicht der Fanja
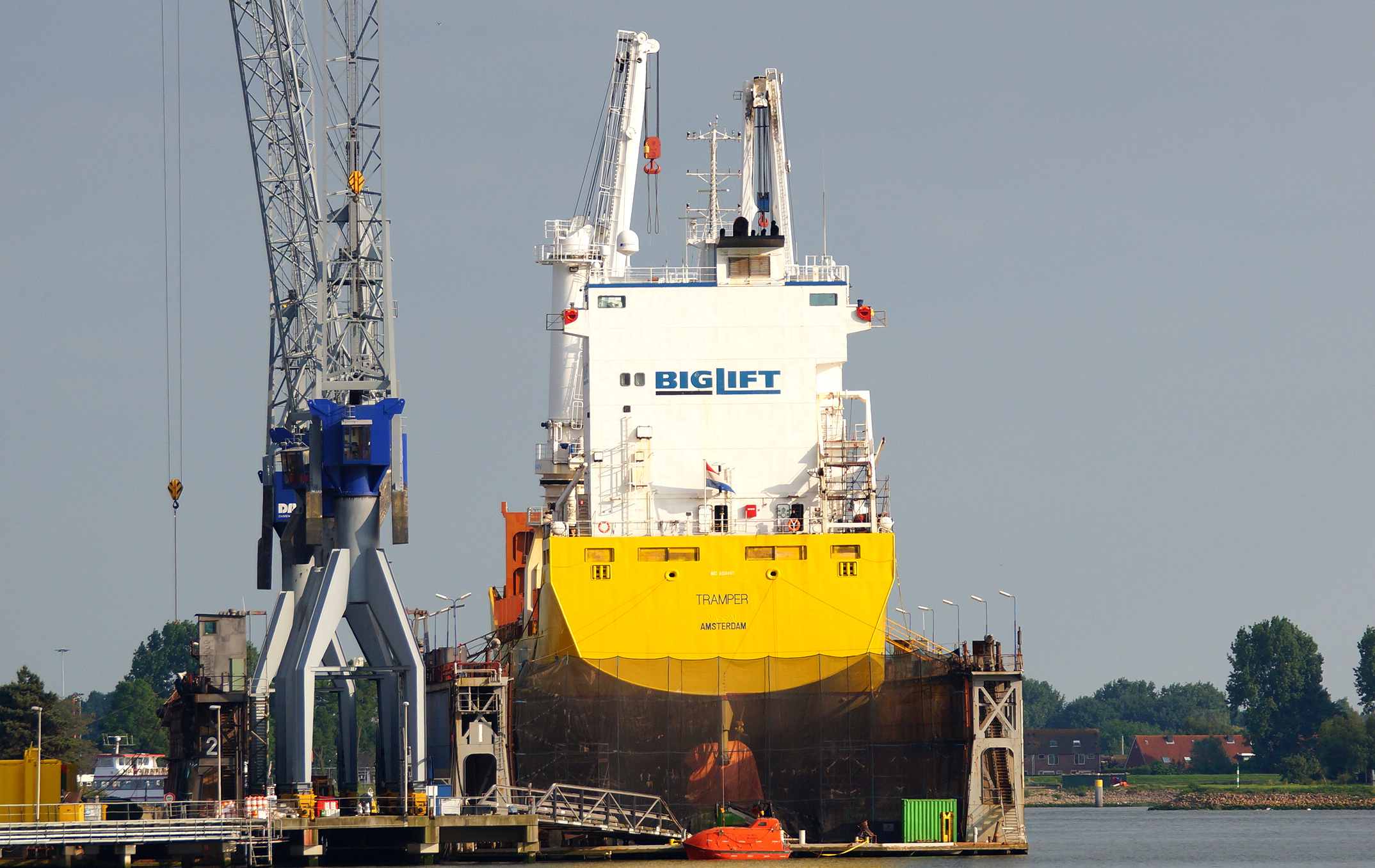
Die Tramper im Dock
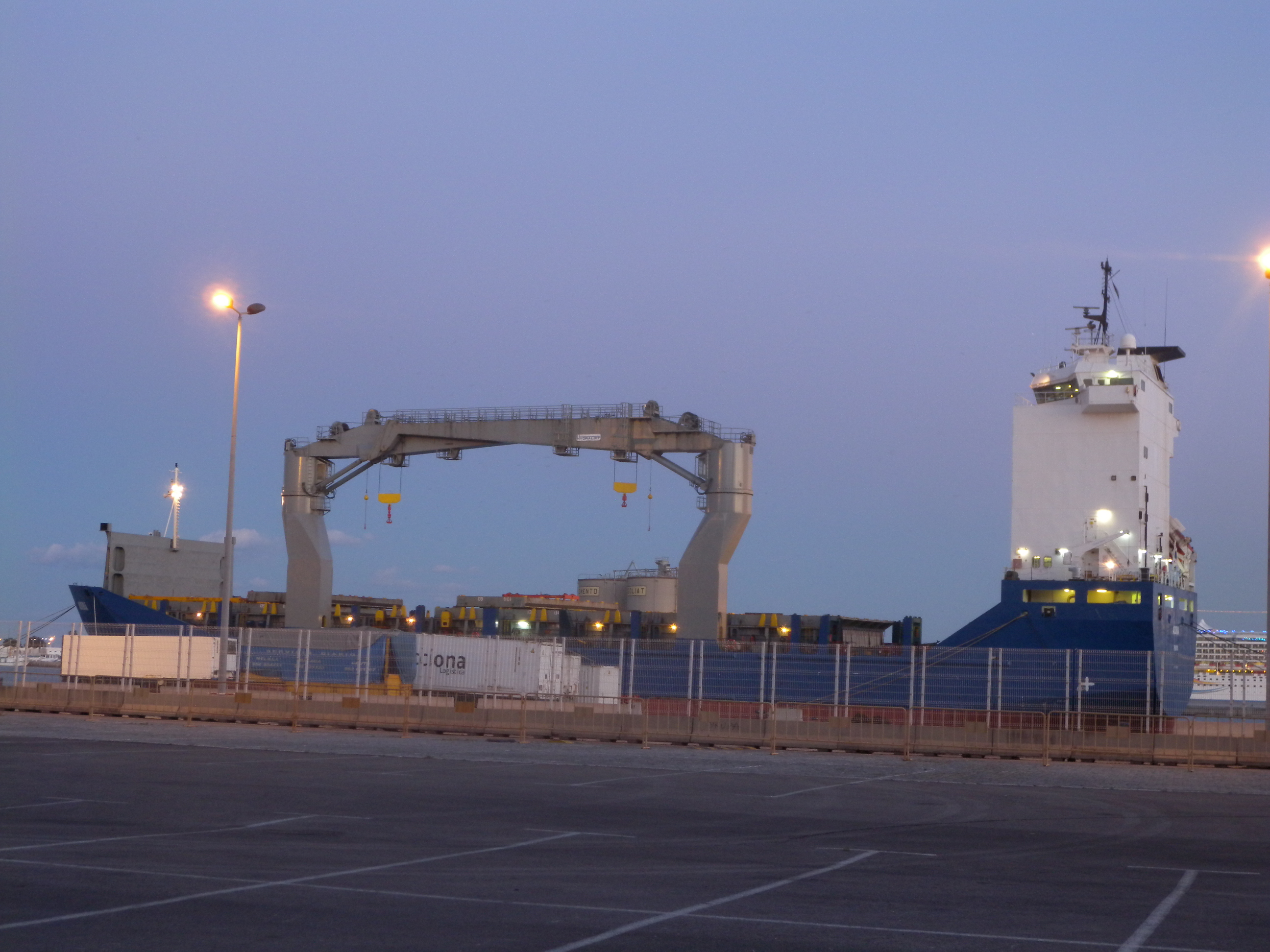
Die Adobia in Málaga
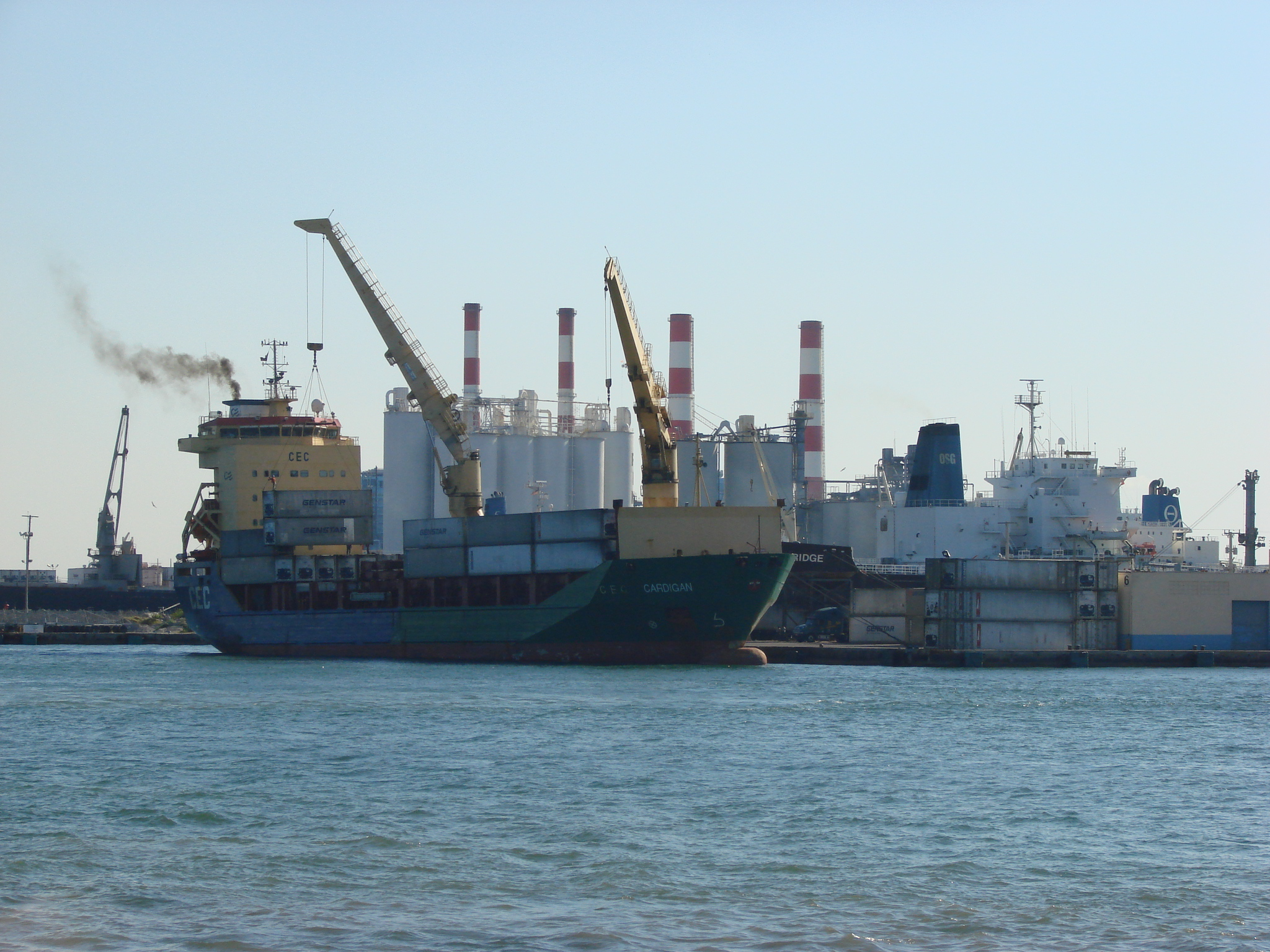
Die CEC Cardigan in Port Everglades

## Einzelbelege
1. ↑  Equasis - HomePage. Abgerufen am 29. Mai 2025.